# ぼくドラえもん (ドリームキャスト)
『ぼくドラえもん』は、2001年1月25日にセガトイズから発売されたドラえもんの唯一のドリームキャスト用ゲームソフト。ジャンルはシミュレーションアドベンチャーゲーム。プレイヤーがドラえもんになりきってプレイするといったゲームである。のび太の家の中を見ることができるのも特徴。

## 概要
プレイヤーはドラえもんとなり、全部で150個以上あるひみつ道具を使ってのび太を助けていく。1年間、48話（1話につき1週間経過）のシナリオを進め、最終的にはのび太としずかを結婚させることが目的である。
メッセージの選択、道具の選択、キャラクターの捜索で話を進めるが、話によっては原作通りの展開に進めると逆に「シナリオ失敗」になることもある。
中には空き地でジャイアンにリサイタルに強引に参加させられるなど、強制的にシナリオ失敗となることもある。
シナリオ失敗が多いと未来が変わる前のジャイ子との結婚（つまりバッドエンド）になってしまい、このゲームである意味、あの未来もドラえもん自ら作ってしまった未来であることがわかる。

## 登場人物
キャラクターボイスは非常に少なく、キャラクターボイスはあくまでひみつ道具を出す時など定番のセリフ以外はテキストのみで済まされている。
- ドラえもん（声優：大山のぶ代）
主人公。ひみつ道具を使ってのび太の手助けをする。
- のび太（声優：小原乃梨子）
- しずか（声優：野村道子）
- ジャイアン（声優：たてかべ和也）
- スネ夫（声優：肝付兼太）
- 玉子（声優：千々松幸子）
- のび助（声優：中庸助）
- ドラミ
3ヶ月（12話）ごとに現れ、ドラえもんに対するのび太の信頼度を教えてくれる。
- セワシ
冒頭に登場し、のび太の所へドラえもんを連れてくる。

## ドラやき
ドラえもんのエネルギーに相当し、これが無くなると移動やシナリオ進行ができなくなる。歩行で場所移動を行うと半分消費する。押入れで寝るか、ミニゲームをすることで回復可能。

## ひみつ道具
- タケコプター

移動に用いる。使用は1つの話につき5回まで。制限時間が設定されている場合は移動時間を50消費する（なお、徒歩の場合は100消費）。
- どこでもドア

移動に用いる。使用は1つの話につき5回まで。移動時間はかからない。

## ミニゲーム
全部で3種類。クリアするとドラやきが貰える。
- 肩たたき - ママの肩をリズミカルに叩く。
- 草むしり - ネズミにかじられないよう注意しながら、庭の草をむしる。
- おかたづけ - ネズミにかじられないよう注意しながら、台所で食器等を所定の場所にしまう。

## 曲
- 『ドラえもんのうた』（歌：山野さと子）
- 『おれはジャイアンさまだ!』（歌：たてかべ和也）

## 「ぼく ドラえもん」制作スタッフ
- 藤子・F・不二雄プロ
- 小学館
- シンエイ動画
- 小学館プロダクション
- SEGA TOYS

- エグゼクティブ・プロデューサー：横関謙治、安東實、中野隆幸
- プロデューサー：山本トモヒロ、鎌田明美、江田正
- ディレクター：杉山勝彦
- チーフ・デザイナー：林田和博
- チーフ・メインプログラマー：後藤誠
- サウンド：カエルくん
- シナリオ：菅田一寿、芦田純之